# Constantino de Gargar
Constantino de Gargar foi um chefe armênio que governou a região ao redor de Gargar (atual Guerguer) no final do século XI e início do XII.

## Vida

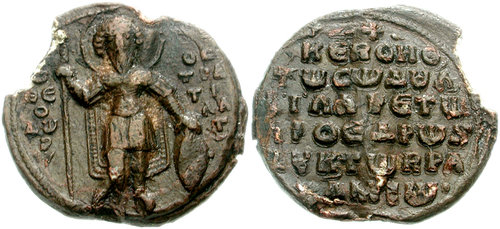
Selo de Filareto Bracâmio

Constantino aparece como um dos líderes armênios que assumiram o controle de partes do reino de Filareto Bracâmio após sua morte. Parece que Constantino tinha um irmão chamado Davetuque (mencionado nas crônicas como Tafenuz, Tafetoque ou Tabuetugue). Em fevereiro de 1098, acompanhou Balduíno de Bolonha, que havia chegado recentemente a Edessa para proteger os habitantes da cidade, numa campanha contra Samósata. Ele aparece em seguida como um dos conspiradores que derrubaram Teodoro e, de acordo com Alberto de Aquisgrão, foi quem sugeriu colocar Balduíno no lugar de Teodoro. Após o golpe, Constantino ficou intimamente associado a Balduíno e Gérard Dédéyan sugeriu que foi a filha de seu irmão Davetuque, Arda, com quem Balduíno se casou em algum momento depois disso.
Depois que uma manobra de Basílio, a Criança, governante de Caissune e Rabã, para se aliar aos turcos falhou, o novo conde de Edessa, Balduíno II, decidiu suprimir os principados armênios restantes no vale do Eufrates. Constantino foi deposto por volta de 1117 e foi preso em Samósata, onde morreu logo depois durante um terremoto. Seu filho Miguel reinou em Gargar até 1122, quando a cidade passou para as mãos dos francos quando não foi mais capaz de protegê-la contra os turcos.